# Lago Ziway
El Lago Ziway o Lago Zway es uno de los lagos de agua dulce del Valle del Rift en el país africano de Etiopía. Se encuentra a unos 60 kilómetros al sur de Adís Abeba, en la frontera entre las Regiones (o kililoch) de Oromia y de las Naciones, Nacionalidades y Pueblos del Sur; los woredas (distritos) que tiene costa en el lago son Adami Tullu y Jido Kombolcha, Dugda Bora, y Ziway Dugda. La ciudad de Ziway se encuentra en la orilla occidental del lago. El lago es alimentado principalmente por dos ríos, el Meki desde el oeste y el Katar desde el este, y se drena por el bulbar que desemboca en el Lago Abijatta. La cuenca del lago tiene una superficie de 7.025 kilómetros cuadrados.
El Lago Zway tiene 31 kilómetros de largo y 20 km de ancho, con una superficie de 440 kilómetros cuadrados. Tiene una profundidad máxima de 9 metros y está a una altitud de 1.636 metros. Según el Compendio de Estadísticas de Etiopía para 1967-1968, el Lago Zway es de 25 kilómetros de largo y 20 km de ancho, con una superficie de 434 kilómetros cuadrados. Tiene una profundidad máxima de 4 metros y está a una altitud de 1.846 metros.
El lago está amenazado por el bombeo excesivo e incontrolado de agua.